# 国立統計経済行政学院
国立統計経済行政学院（こくりつとうけいけいざいぎょうせいがくいん、École nationale de la statistique et de l'administration économique）は、フランスの技師学校。経済学や統計学に特化している。GENES、ParisTech加盟校。